# Natal-Vielzitzenmaus
Die Natal-Vielzitzenmaus (Mastomys natalensis) ist ein in Afrika weit verbreitetes Nagetier in der Gattung der Vielzitzenmäuse. Der deutsche Name und der Artzusatz im wissenschaftlichen Namen beziehen sich auf den Fundplatz des Typusexemplares in der Nähe von Durban, das früher Port Natal hieß.

## Merkmale
Bei diesem Nagetier entspricht die Kopf-Rumpf-Länge mit 76 bis 155 mm etwa der Schwanzlänge von 70 bis 174 mm und das Gewicht beträgt 15 bis 98 g. Es sind 18 bis 26 mm lange Hinterfüße und 12 bis 22 mm lange Ohren vorhanden. Die Fellfarbe der Oberseite wechselt im Laufe des Lebens eines Exemplars von dunkelgrau zu rotbraun und die Unterseite ist mit hellerem Fell bedeckt. Auf dem Schwanz befinden sich sichtbare Schuppen und einige lange Haare. Typisch für den Kopf sind nackte abgerundete Ohren. Die Natal-Vielzitzenmaus hat weiße Pfoten. Wie aus dem Namen erkennbar, ist die Anzahl der paarig angeordneten Zitzen mit 18 bis 24 auffällig groß. Der diploide Chromosomensatz enthält 32 Chromosomen (2n=32).

## Verbreitung
Das Verbreitungsgebiet reicht von der Sahelzone südlich der Sahara bis in den Süden Afrikas, mit Ausnahme des südlichen Namibias, südlichen Botswanas und westlichen Südafrikas. Als Kulturfolger ist die Art vorwiegend in von Menschen bewohnten Gebieten zu finden. Sie besucht Buschländer, Savannen und frisch durch Brandrodung entstandene Landschaften. Die Natal-Vielzitzenmaus hält sich von Regenwäldern, reinen Wüsten und felsigen Gebirgen fern.

## Lebensweise

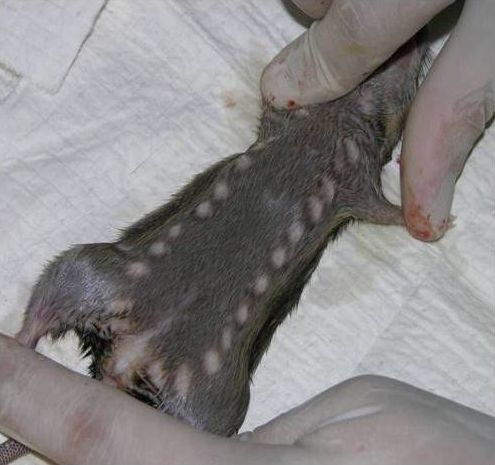
Unterseite eines Weibchens mit Zitzen

Die nachtaktiven Exemplare halten sich meist auf dem Grund auf. Sie ruhen in einfachen selbstgegrabenen Bauen, in natürlichen Erdlöchern oder in verlassenen Bauen anderer Tiere. Die Reviere sind ungefähr 1.000 m² groß und überlappen sich. Eine Verteidigung des Territoriums findet nicht statt. Dieses Nagetier versteckt sich oft in Fahrzeugen, mit denen die Exemplare über den Kontinent verteilt werden. Zur Nahrung zählen Gräser, Blätter von Sträuchern, Insekten, gelegentlich Aas und Maissamen. Deswegen gilt die Natal-Vielzitzenmaus in Landwirtschaftsgebieten als Schädling.
Die Fortpflanzungszeit beginnt mit den ersten Regenfällen und setzt sich weiter in die nächste Trockenperiode fort. Untersuchungen stellten fest, dass chemische Substanzen in keimenden Pflanzensamen den Fortpflanzungstrieb steigern. Abhängig von der Verbreitung werden nach 21 bis 22 Tagen Trächtigkeit 4 oder 5 beziehungsweise bis zu 23 Nachkommen (meist 10 bis 12) pro Wurf geboren. Im Labor hatten Weibchen unter guten Bedingungen etwa alle 28 Tage einen Wurf. Durch dieses Verhalten steigt die Population eines Gebietes von einem Exemplar pro Hektar in der Trockenzeit sprunghaft auf 40 Tiere pro Hektar an.

## Gefährdung
Die IUCN listet die Natal-Vielzitzenmaus als nicht gefährdet (least concern) aufgrund ihrer guten Anpassungsfähigkeit, aufgrund fehlender Bedrohungen und da die Gesamtpopulation als stabil gilt.